# Rhamnus palmeri
Rhamnus palmeri är en brakvedsväxtart som beskrevs av S. Wats.. Rhamnus palmeri ingår i släktet getaplar, och familjen brakvedsväxter. Inga underarter finns listade i Catalogue of Life.